# Ren Ziyuan
Ren Ziyuan (1979) è un attivista cinese, dissidente politico.
Insegnante di scuola, nel maggio 2006 fu arrestato per aver pubblicato su internet un documento dal titolo La via verso la democrazia, critico nei confronti del governo comunista. La società Yahoo! ha ammesso di aver collaborato con la polizia cinese in questo ed in altri casi di caccia ai dissidenti.
La moglie di Ren ha inoltre portato davanti ai giudici americani la stessa Yahoo!.